# Brachyglottidinae
Brachyglottidinae  Pelser, 2007  è una sottotribù di piante angiosperme dicotiledoni della tribù Senecioneae (famiglia Asteraceae - sottofamiglia Asteroideae).

## Etimologia
Il nome della sottotribù deriva dal suo genere tipo Brachyglottis  J.R. Forst & G. Forst, 1776. Il nome scientifico della sottotribù è stato definito dal botanico Pieter B Pelser in una pubblicazione dal titolo " An ITS phylogeny of tribe Senecioneae (Asteraceae) and a new delimitation of Senecio L." ( TAXON 56 (4) • November 2007: 1077–1104 ) del 2007.

## Descrizione

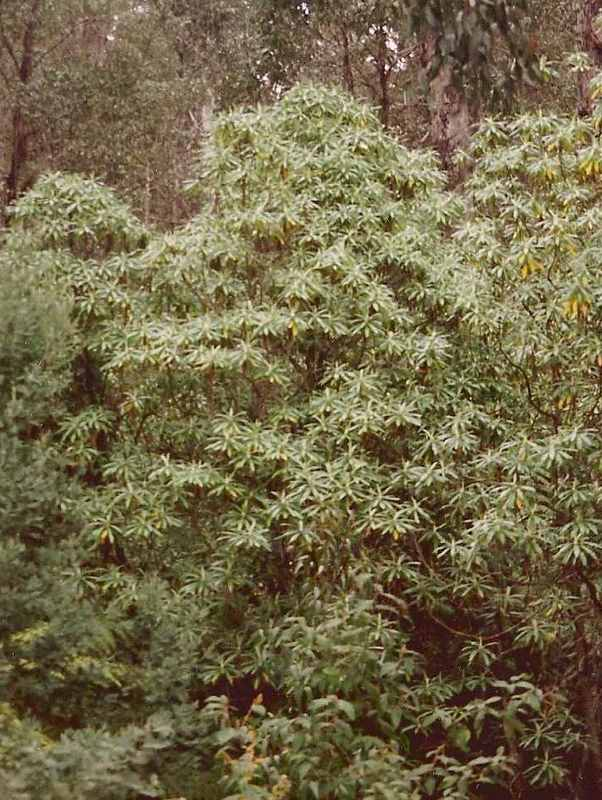
Il portamento
Bedfordia arborescens

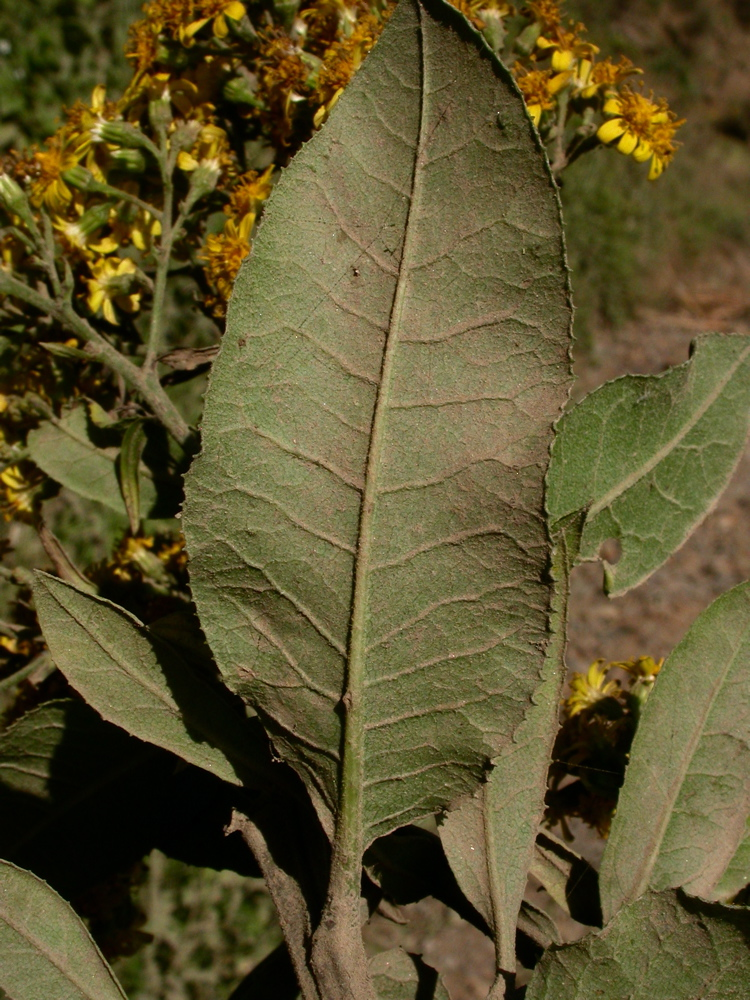
Le foglie
Acrisione denticulata

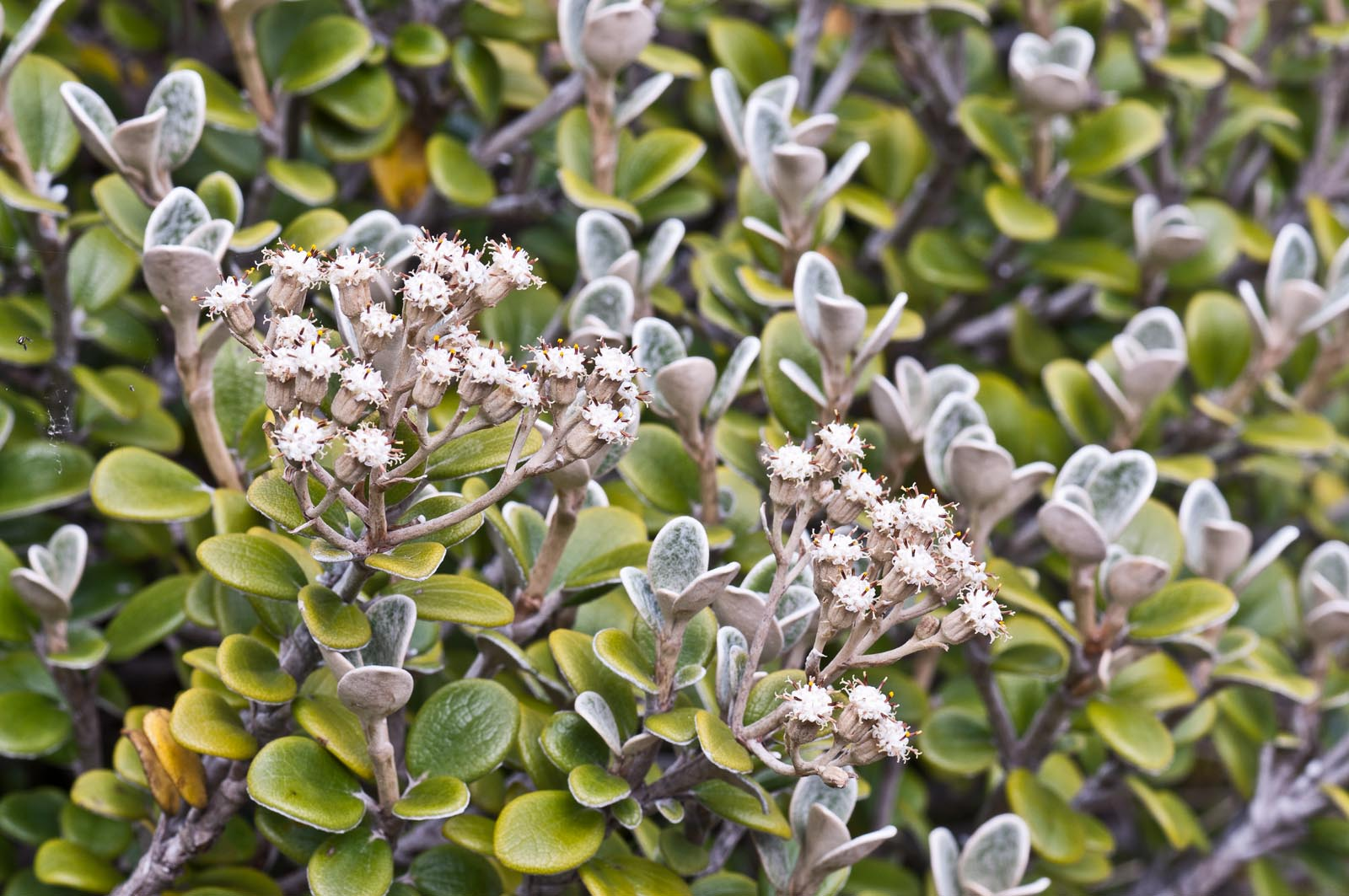
Infiorescenza
Brachyglottis bidwillii

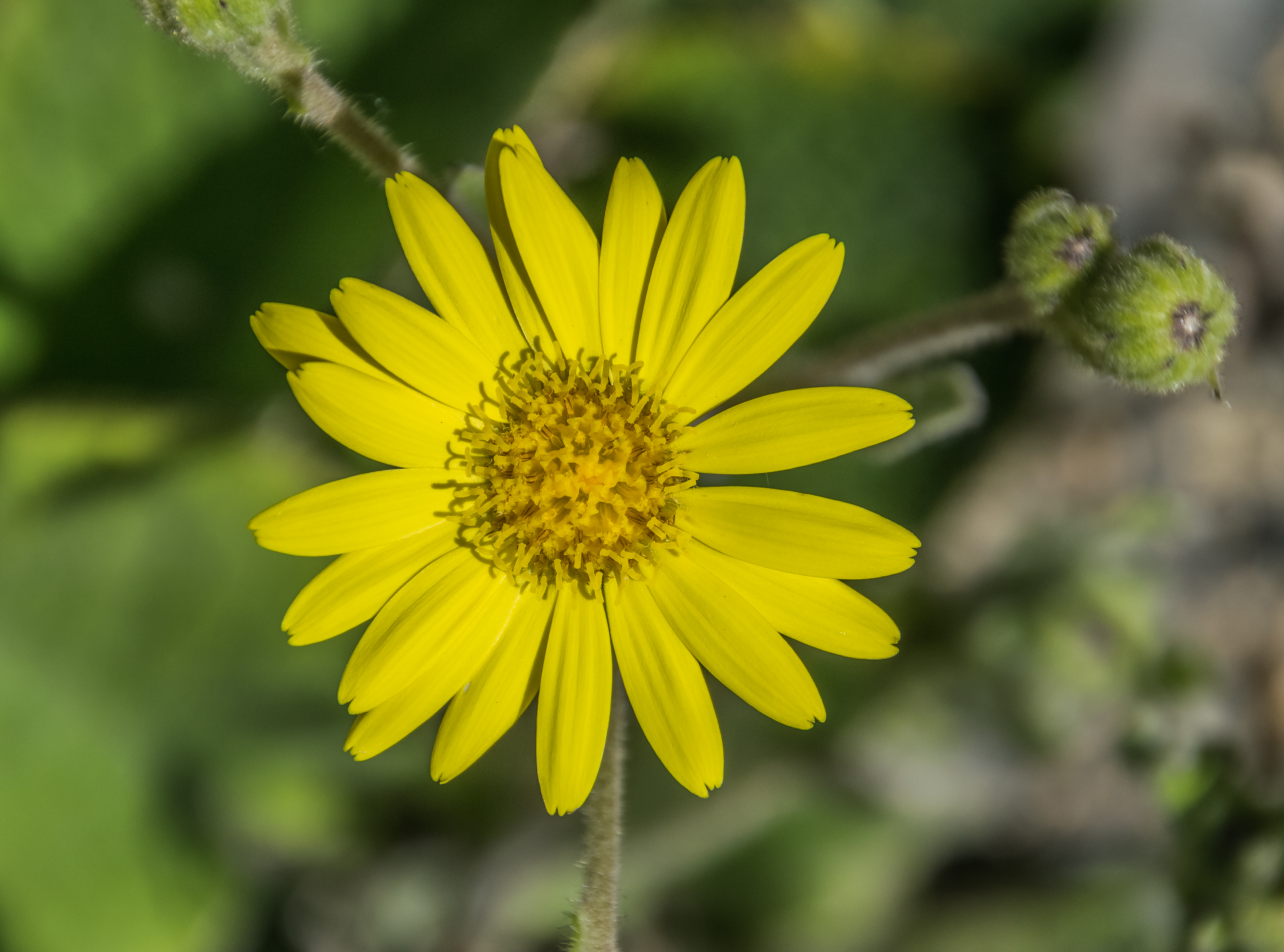
I fiori
Brachyglottis lagopus

Habitus. Le specie di questa sottotribù hanno un habitus vario: da erbe perenni con spessi rizomi a arbusti, fino ad alberi. In alcune specie sono presenti superfici ghiandolari (Papuacalia); altre specie formano densi cuscini o matrici di arbusti (Haastia); altre ancora sono epifite (Urostemon ).
Fusto. 
- Parte ipogea: la parte sotterranea è un rizoma provvisto di radici secondarie.
- Parte epigea: la parte aerea è eretta, semplice o poco ramosa; la superficie può essere striata e pubescente (o legnosa per le specie arboree)

Foglie. Le foglie possono essere sia cauline che basali (rosette basali), in genere disposte in modo alternato. Il collegamento con il caule può essere sia sessile che con il picciolo. Il contorno della lamina va da intero a dentato o lobato con superfici percorse da vene a struttura pennata o parallela o anche reticolata (Traversia); la forma va da lineare-lanceolata a ellittica-oblunga. In alcuni casi le foglie sono densamente embricate e ricoperte da lunghi peli o di aspetto tomentoso (Haastia)..
Infiorescenza. Le sinflorescenze sono composte da più capolini (ma anche uno solo) organizzati in formazioni corimbose, panicolate o tirsoidi. Le infiorescenze vere e proprie sono formate da un capolino terminale peduncolato a forma discoidale (capolini di tipo del disco e radiati). A volte il peduncolo può essere sotteso da un calice di brattee. In particolare i capolini sono composti da un involucro formato da diverse brattee, a volte connate, disposte in modo più o meno embricato su alcune serie, al cui interno un ricettacolo fa da base ai fiori di due tipi (fiori dimorfici): quelli esterni del raggio ligulati e quelli più interni del disco tubulosi. Il ricettacolo in genere è nudo (senza pagliette) e piatto e può essere peloso o glabro.
Fiori.  I fiori sono tetra-ciclici (formati cioè da 4 verticilli: calice – corolla – androceo – gineceo) e pentameri (calice e corolla formati da 5 elementi). Sono inoltre ermafroditi, più precisamente i fiori del raggio (quelli ligulati e zigomorfi) sono femminili; mentre quelli del disco centrale (tubulosi e actinomorfi) sono bisessuali (spesso sono sterili e funzionalmente maschili).
- Formula fiorale:

*/x K {\displaystyle \infty }, [C (5), A (5)], G 2 (infero), achenio
- Calice: i sepali del calice sono ridotti ad una coroncina di squame.
- Corolla: nella parte inferiore i petali della corolla sono saldati insieme e formano un tubo. In particolare la corolla del disco centrale (tubulosi) termina con delle fauci dilatate a raggiera con cinque lobi. La corolla dei fiori periferici (ligulati) il tubo si trasforma in un prolungamento nastriforme terminante più o meno con cinque dentelli. Il colore delle corolle è giallo, crema, bianco o rosa-purpureo. Le corolle in alcune specie sono profondamente lobate (Bedfordia); in altre i lobi possono essere 4 o 5 (Dolichoglottis). I fiori del raggio a volte sono ridotti.
- Androceo: gli stami sono 5 con dei filamenti liberi; le antere invece sono saldate fra di loro e formano un manicotto che circonda lo stilo (sono inoltre prive di appendici filiformi). Le antere sono provviste di coda o sagittate oppure prive di coda oppure con corte auricole; in genere sono tetrasporangiate, raramente sono bisporangiate. Il tessuto endoteciale è radiale o polarizzato. Il polline è tricolporato (tipo "helianthoid").[8]
- Gineceo: lo stilo è biforcato (raramente unico) con due stigmi nella parte apicale; gli stigmi hanno delle aree stigmatiche separate o continue, sono troncati e hanno dei peli (penicilli). Possono essere presenti delle zone papillose apicali, altre volte tali zone sono disposte dorsalmente. L'ovario è infero uniloculare formato da 2 carpelli. In alcune specie (Haastia) i fiori periferici sono femminili con gli stigmi sporgenti.

Frutti. I frutti sono degli acheni con pappo. Gli acheni hanno una forma oblunga, compressa o affusolata con coste longitudinali e con superfici glabre o pubescenti. In alcuni casi sono presenti dei canali resiniferi (fino a 10 in Urostemon). Il pappo è formato da numerose setole bianche, snelle e normalmente persistenti. In alcune specie le setole sono clavate nella parte apicale (Papuacalia), in altre sono rigide, grossolane e connate alla base (Traversia)

## Distribuzione e habitat
La distribuzione delle specie di questa sottotribù è relativa all'Oceano Pacifico meridionale sia nella parte sudamericana (Cile) che quella australiana e relative isole (Nuova Zelanda, Tasmania e Nuova Guinea).

## Biologia
Impollinazione: l'impollinazione avviene tramite insetti (impollinazione entomogama tramite farfalle diurne e notturne).
Riproduzione: la fecondazione avviene fondamentalmente tramite l'impollinazione dei fiori (vedi sopra).
Dispersione: i semi (gli acheni) cadendo a terra sono successivamente dispersi soprattutto da insetti tipo formiche (disseminazione mirmecoria). In questo tipo di piante avviene anche un altro tipo di dispersione: zoocoria. Infatti gli uncini delle brattee dell'involucro (se presenti) si agganciano ai peli degli animali di passaggio disperdendo così anche su lunghe distanze i semi della pianta. Inoltre per merito del pappo il vento può trasportare i semi anche a distanza di alcuni chilometri (disseminazione anemocora).

## Tassonomia
La famiglia di appartenenza di questa voce (Asteraceae o Compositae, nomen conservandum) probabilmente originaria del Sud America, è la più numerosa del mondo vegetale, comprende oltre 23.000 specie distribuite su 1.535 generi, oppure 22.750 specie e 1.530 generi secondo altre fonti (una delle checklist più aggiornata elenca fino a 1.679 generi). La famiglia attualmente (2021) è divisa in 16 sottofamiglie; la sottofamiglia Asteroideae è una di queste e rappresenta l'evoluzione più recente di tutta la famiglia.

### Filogenesi
La sottotribù di questa voce appartiene alla tribù Senecioneae (una delle 21 tribù della sottofamiglia Asteroideae). In base ai dati filogenetici la sottotribù, all'interno della tribù, occupa una posizione più o meno centrale e insieme alla sottotribù Senecioninae forma un "gruppo fratello".
La monofilia di questo gruppo è ben supportata dalle analisi di tipo filogenetico del DNA; tuttavia questa sottotribù non è ancora riconosciuta formalmente dalla maggioranza dei botanici. Esso include il subclade australiano formato dai generi Bedfordia, Brachyglottis, Centropappus, Dolichoglottis, Haastia,  Papuacalia, Traversia e  Urostemon; a questo gruppo va aggiunto il genere sudamericano Acrisione. “Fratello” del clade sopra indicato, chiamato anche Brachyglottis alliance, è un subclade (Senecio medley-woodii group) composto da 4 - 5 specie succulente del Sudafrica. Tradizionalmente queste specie sono assegnate al genere Senecio in quanto simili al "gruppo tussilagine" per alcuni caratteri micromorfologici. Un recente studio conferma lo stretto rapporto filogenetico di queste specie con il subclade australiano e propone si riunirle in un nuovo genere Caputia in posizione "basale" rispetto alla sottotribù.
Anche altri generi hanno bisogno di ulteriori studi: Haastia non è monofiletico e potrebbe essere trattato meglio se diviso in due generi distinti. Anche Brachyglottis non è monofiletico (e separabile in 4 possibili generi). Il cladogramma a lato, tratto dalla pubblicazione citata e semplificato, mostra la struttura filogenetica interna (ancora provvisoria) di questa sottotribù.
|  | \| \| Traversia, Brachyglottis-3 \| \| \| \| \| \| Centropappus, Bedfordia \| \| \| \| |
|  |                                                                                        |
|  | Haastia, Brachyglottis-4                                                               |
|  |                                                                                        |
|  | Traversia, Brachyglottis-3                                                             |
|  |                                                                                        |
|  | Centropappus, Bedfordia                                                                |
|  |                                                                                        |

|  | Traversia, Brachyglottis-3 |
|  |                            |
|  | Centropappus, Bedfordia    |
|  |                            |

|  | \| \| Traversia, Brachyglottis-3 \| \| \| \| \| \| Centropappus, Bedfordia \| \| \| \| |
|  |                                                                                        |
|  | Haastia, Brachyglottis-4                                                               |
|  |                                                                                        |
|  | Traversia, Brachyglottis-3                                                             |
|  |                                                                                        |
|  | Centropappus, Bedfordia                                                                |
|  |                                                                                        |

|  | Traversia, Brachyglottis-3 |
|  |                            |
|  | Centropappus, Bedfordia    |
|  |                            |

|  | \| \| Traversia, Brachyglottis-3 \| \| \| \| \| \| Centropappus, Bedfordia \| \| \| \| |
|  |                                                                                        |
|  | Haastia, Brachyglottis-4                                                               |
|  |                                                                                        |
|  | Traversia, Brachyglottis-3                                                             |
|  |                                                                                        |
|  | Centropappus, Bedfordia                                                                |
|  |                                                                                        |

|  | Traversia, Brachyglottis-3 |
|  |                            |
|  | Centropappus, Bedfordia    |
|  |                            |

|  | \| \| Traversia, Brachyglottis-3 \| \| \| \| \| \| Centropappus, Bedfordia \| \| \| \| |
|  |                                                                                        |
|  | Haastia, Brachyglottis-4                                                               |
|  |                                                                                        |
|  | Traversia, Brachyglottis-3                                                             |
|  |                                                                                        |
|  | Centropappus, Bedfordia                                                                |
|  |                                                                                        |

|  | Traversia, Brachyglottis-3 |
|  |                            |
|  | Centropappus, Bedfordia    |
|  |                            |

|  | \| \| Traversia, Brachyglottis-3 \| \| \| \| \| \| Centropappus, Bedfordia \| \| \| \| |
|  |                                                                                        |
|  | Haastia, Brachyglottis-4                                                               |
|  |                                                                                        |
|  | Traversia, Brachyglottis-3                                                             |
|  |                                                                                        |
|  | Centropappus, Bedfordia                                                                |
|  |                                                                                        |

|  | Traversia, Brachyglottis-3 |
|  |                            |
|  | Centropappus, Bedfordia    |
|  |                            |

|  | \| \| Traversia, Brachyglottis-3 \| \| \| \| \| \| Centropappus, Bedfordia \| \| \| \| |
|  |                                                                                        |
|  | Haastia, Brachyglottis-4                                                               |
|  |                                                                                        |
|  | Traversia, Brachyglottis-3                                                             |
|  |                                                                                        |
|  | Centropappus, Bedfordia                                                                |
|  |                                                                                        |

|  | Traversia, Brachyglottis-3 |
|  |                            |
|  | Centropappus, Bedfordia    |
|  |                            |

|  | \| \| Traversia, Brachyglottis-3 \| \| \| \| \| \| Centropappus, Bedfordia \| \| \| \| |
|  |                                                                                        |
|  | Haastia, Brachyglottis-4                                                               |
|  |                                                                                        |
|  | Traversia, Brachyglottis-3                                                             |
|  |                                                                                        |
|  | Centropappus, Bedfordia                                                                |
|  |                                                                                        |

|  | Traversia, Brachyglottis-3 |
|  |                            |
|  | Centropappus, Bedfordia    |
|  |                            |

|  | \| \| Traversia, Brachyglottis-3 \| \| \| \| \| \| Centropappus, Bedfordia \| \| \| \| |
|  |                                                                                        |
|  | Haastia, Brachyglottis-4                                                               |
|  |                                                                                        |
|  | Traversia, Brachyglottis-3                                                             |
|  |                                                                                        |
|  | Centropappus, Bedfordia                                                                |
|  |                                                                                        |

|  | Traversia, Brachyglottis-3 |
|  |                            |
|  | Centropappus, Bedfordia    |
|  |                            |

|  | \| \| Traversia, Brachyglottis-3 \| \| \| \| \| \| Centropappus, Bedfordia \| \| \| \| |
|  |                                                                                        |
|  | Haastia, Brachyglottis-4                                                               |
|  |                                                                                        |
|  | Traversia, Brachyglottis-3                                                             |
|  |                                                                                        |
|  | Centropappus, Bedfordia                                                                |
|  |                                                                                        |

|  | Traversia, Brachyglottis-3 |
|  |                            |
|  | Centropappus, Bedfordia    |
|  |                            |

|  | \| \| Traversia, Brachyglottis-3 \| \| \| \| \| \| Centropappus, Bedfordia \| \| \| \| |
|  |                                                                                        |
|  | Haastia, Brachyglottis-4                                                               |
|  |                                                                                        |
|  | Traversia, Brachyglottis-3                                                             |
|  |                                                                                        |
|  | Centropappus, Bedfordia                                                                |
|  |                                                                                        |

|  | Traversia, Brachyglottis-3 |
|  |                            |
|  | Centropappus, Bedfordia    |
|  |                            |

|  | \| \| Traversia, Brachyglottis-3 \| \| \| \| \| \| Centropappus, Bedfordia \| \| \| \| |
|  |                                                                                        |
|  | Haastia, Brachyglottis-4                                                               |
|  |                                                                                        |
|  | Traversia, Brachyglottis-3                                                             |
|  |                                                                                        |
|  | Centropappus, Bedfordia                                                                |
|  |                                                                                        |

|  | Traversia, Brachyglottis-3 |
|  |                            |
|  | Centropappus, Bedfordia    |
|  |                            |

|  | \| \| Traversia, Brachyglottis-3 \| \| \| \| \| \| Centropappus, Bedfordia \| \| \| \| |
|  |                                                                                        |
|  | Haastia, Brachyglottis-4                                                               |
|  |                                                                                        |
|  | Traversia, Brachyglottis-3                                                             |
|  |                                                                                        |
|  | Centropappus, Bedfordia                                                                |
|  |                                                                                        |

|  | Traversia, Brachyglottis-3 |
|  |                            |
|  | Centropappus, Bedfordia    |
|  |                            |

|  | \| \| Traversia, Brachyglottis-3 \| \| \| \| \| \| Centropappus, Bedfordia \| \| \| \| |
|  |                                                                                        |
|  | Haastia, Brachyglottis-4                                                               |
|  |                                                                                        |
|  | Traversia, Brachyglottis-3                                                             |
|  |                                                                                        |
|  | Centropappus, Bedfordia                                                                |
|  |                                                                                        |

|  | Traversia, Brachyglottis-3 |
|  |                            |
|  | Centropappus, Bedfordia    |
|  |                            |

|  | \| \| Traversia, Brachyglottis-3 \| \| \| \| \| \| Centropappus, Bedfordia \| \| \| \| |
|  |                                                                                        |
|  | Haastia, Brachyglottis-4                                                               |
|  |                                                                                        |
|  | Traversia, Brachyglottis-3                                                             |
|  |                                                                                        |
|  | Centropappus, Bedfordia                                                                |
|  |                                                                                        |

|  | Traversia, Brachyglottis-3 |
|  |                            |
|  | Centropappus, Bedfordia    |
|  |                            |

|  | \| \| Traversia, Brachyglottis-3 \| \| \| \| \| \| Centropappus, Bedfordia \| \| \| \| |
|  |                                                                                        |
|  | Haastia, Brachyglottis-4                                                               |
|  |                                                                                        |
|  | Traversia, Brachyglottis-3                                                             |
|  |                                                                                        |
|  | Centropappus, Bedfordia                                                                |
|  |                                                                                        |

|  | Traversia, Brachyglottis-3 |
|  |                            |
|  | Centropappus, Bedfordia    |
|  |                            |

|  | \| \| Traversia, Brachyglottis-3 \| \| \| \| \| \| Centropappus, Bedfordia \| \| \| \| |
|  |                                                                                        |
|  | Haastia, Brachyglottis-4                                                               |
|  |                                                                                        |
|  | Traversia, Brachyglottis-3                                                             |
|  |                                                                                        |
|  | Centropappus, Bedfordia                                                                |
|  |                                                                                        |

|  | Traversia, Brachyglottis-3 |
|  |                            |
|  | Centropappus, Bedfordia    |
|  |                            |

|  | \| \| Traversia, Brachyglottis-3 \| \| \| \| \| \| Centropappus, Bedfordia \| \| \| \| |
|  |                                                                                        |
|  | Haastia, Brachyglottis-4                                                               |
|  |                                                                                        |
|  | Traversia, Brachyglottis-3                                                             |
|  |                                                                                        |
|  | Centropappus, Bedfordia                                                                |
|  |                                                                                        |

|  | Traversia, Brachyglottis-3 |
|  |                            |
|  | Centropappus, Bedfordia    |
|  |                            |

|  | \| \| Traversia, Brachyglottis-3 \| \| \| \| \| \| Centropappus, Bedfordia \| \| \| \| |
|  |                                                                                        |
|  | Haastia, Brachyglottis-4                                                               |
|  |                                                                                        |
|  | Traversia, Brachyglottis-3                                                             |
|  |                                                                                        |
|  | Centropappus, Bedfordia                                                                |
|  |                                                                                        |

|  | Traversia, Brachyglottis-3 |
|  |                            |
|  | Centropappus, Bedfordia    |
|  |                            |

|  | \| \| Traversia, Brachyglottis-3 \| \| \| \| \| \| Centropappus, Bedfordia \| \| \| \| |
|  |                                                                                        |
|  | Haastia, Brachyglottis-4                                                               |
|  |                                                                                        |
|  | Traversia, Brachyglottis-3                                                             |
|  |                                                                                        |
|  | Centropappus, Bedfordia                                                                |
|  |                                                                                        |

|  | Traversia, Brachyglottis-3 |
|  |                            |
|  | Centropappus, Bedfordia    |
|  |                            |

|  | \| \| Traversia, Brachyglottis-3 \| \| \| \| \| \| Centropappus, Bedfordia \| \| \| \| |
|  |                                                                                        |
|  | Haastia, Brachyglottis-4                                                               |
|  |                                                                                        |
|  | Traversia, Brachyglottis-3                                                             |
|  |                                                                                        |
|  | Centropappus, Bedfordia                                                                |
|  |                                                                                        |

|  | Traversia, Brachyglottis-3 |
|  |                            |
|  | Centropappus, Bedfordia    |
|  |                            |

|  | \| \| Traversia, Brachyglottis-3 \| \| \| \| \| \| Centropappus, Bedfordia \| \| \| \| |
|  |                                                                                        |
|  | Haastia, Brachyglottis-4                                                               |
|  |                                                                                        |
|  | Traversia, Brachyglottis-3                                                             |
|  |                                                                                        |
|  | Centropappus, Bedfordia                                                                |
|  |                                                                                        |

|  | Traversia, Brachyglottis-3 |
|  |                            |
|  | Centropappus, Bedfordia    |
|  |                            |

|  | \| \| Traversia, Brachyglottis-3 \| \| \| \| \| \| Centropappus, Bedfordia \| \| \| \| |
|  |                                                                                        |
|  | Haastia, Brachyglottis-4                                                               |
|  |                                                                                        |
|  | Traversia, Brachyglottis-3                                                             |
|  |                                                                                        |
|  | Centropappus, Bedfordia                                                                |
|  |                                                                                        |

|  | Traversia, Brachyglottis-3 |
|  |                            |
|  | Centropappus, Bedfordia    |
|  |                            |

|  | \| \| Traversia, Brachyglottis-3 \| \| \| \| \| \| Centropappus, Bedfordia \| \| \| \| |
|  |                                                                                        |
|  | Haastia, Brachyglottis-4                                                               |
|  |                                                                                        |
|  | Traversia, Brachyglottis-3                                                             |
|  |                                                                                        |
|  | Centropappus, Bedfordia                                                                |
|  |                                                                                        |

|  | Traversia, Brachyglottis-3 |
|  |                            |
|  | Centropappus, Bedfordia    |
|  |                            |

|  | \| \| Traversia, Brachyglottis-3 \| \| \| \| \| \| Centropappus, Bedfordia \| \| \| \| |
|  |                                                                                        |
|  | Haastia, Brachyglottis-4                                                               |
|  |                                                                                        |
|  | Traversia, Brachyglottis-3                                                             |
|  |                                                                                        |
|  | Centropappus, Bedfordia                                                                |
|  |                                                                                        |

|  | Traversia, Brachyglottis-3 |
|  |                            |
|  | Centropappus, Bedfordia    |
|  |                            |

|  | \| \| Traversia, Brachyglottis-3 \| \| \| \| \| \| Centropappus, Bedfordia \| \| \| \| |
|  |                                                                                        |
|  | Haastia, Brachyglottis-4                                                               |
|  |                                                                                        |
|  | Traversia, Brachyglottis-3                                                             |
|  |                                                                                        |
|  | Centropappus, Bedfordia                                                                |
|  |                                                                                        |

|  | Traversia, Brachyglottis-3 |
|  |                            |
|  | Centropappus, Bedfordia    |
|  |                            |

|  | \| \| Traversia, Brachyglottis-3 \| \| \| \| \| \| Centropappus, Bedfordia \| \| \| \| |
|  |                                                                                        |
|  | Haastia, Brachyglottis-4                                                               |
|  |                                                                                        |
|  | Traversia, Brachyglottis-3                                                             |
|  |                                                                                        |
|  | Centropappus, Bedfordia                                                                |
|  |                                                                                        |

|  | Traversia, Brachyglottis-3 |
|  |                            |
|  | Centropappus, Bedfordia    |
|  |                            |

|  | \| \| Traversia, Brachyglottis-3 \| \| \| \| \| \| Centropappus, Bedfordia \| \| \| \| |
|  |                                                                                        |
|  | Haastia, Brachyglottis-4                                                               |
|  |                                                                                        |
|  | Traversia, Brachyglottis-3                                                             |
|  |                                                                                        |
|  | Centropappus, Bedfordia                                                                |
|  |                                                                                        |

|  | Traversia, Brachyglottis-3 |
|  |                            |
|  | Centropappus, Bedfordia    |
|  |                            |

|  | \| \| Traversia, Brachyglottis-3 \| \| \| \| \| \| Centropappus, Bedfordia \| \| \| \| |
|  |                                                                                        |
|  | Haastia, Brachyglottis-4                                                               |
|  |                                                                                        |
|  | Traversia, Brachyglottis-3                                                             |
|  |                                                                                        |
|  | Centropappus, Bedfordia                                                                |
|  |                                                                                        |

|  | Traversia, Brachyglottis-3 |
|  |                            |
|  | Centropappus, Bedfordia    |
|  |                            |

|  | \| \| Traversia, Brachyglottis-3 \| \| \| \| \| \| Centropappus, Bedfordia \| \| \| \| |
|  |                                                                                        |
|  | Haastia, Brachyglottis-4                                                               |
|  |                                                                                        |
|  | Traversia, Brachyglottis-3                                                             |
|  |                                                                                        |
|  | Centropappus, Bedfordia                                                                |
|  |                                                                                        |

|  | Traversia, Brachyglottis-3 |
|  |                            |
|  | Centropappus, Bedfordia    |
|  |                            |

|  | \| \| Traversia, Brachyglottis-3 \| \| \| \| \| \| Centropappus, Bedfordia \| \| \| \| |
|  |                                                                                        |
|  | Haastia, Brachyglottis-4                                                               |
|  |                                                                                        |
|  | Traversia, Brachyglottis-3                                                             |
|  |                                                                                        |
|  | Centropappus, Bedfordia                                                                |
|  |                                                                                        |

|  | Traversia, Brachyglottis-3 |
|  |                            |
|  | Centropappus, Bedfordia    |
|  |                            |

|  | \| \| Traversia, Brachyglottis-3 \| \| \| \| \| \| Centropappus, Bedfordia \| \| \| \| |
|  |                                                                                        |
|  | Haastia, Brachyglottis-4                                                               |
|  |                                                                                        |
|  | Traversia, Brachyglottis-3                                                             |
|  |                                                                                        |
|  | Centropappus, Bedfordia                                                                |
|  |                                                                                        |

|  | Traversia, Brachyglottis-3 |
|  |                            |
|  | Centropappus, Bedfordia    |
|  |                            |

|  | \| \| Traversia, Brachyglottis-3 \| \| \| \| \| \| Centropappus, Bedfordia \| \| \| \| |
|  |                                                                                        |
|  | Haastia, Brachyglottis-4                                                               |
|  |                                                                                        |
|  | Traversia, Brachyglottis-3                                                             |
|  |                                                                                        |
|  | Centropappus, Bedfordia                                                                |
|  |                                                                                        |

|  | Traversia, Brachyglottis-3 |
|  |                            |
|  | Centropappus, Bedfordia    |
|  |                            |

### Composizione della sottotribù
La sottotribù comprende 10 generi e 66 specie.

| Genere                                    | N. specie                                         | Distribuzione                  | Caratteri più significativi | Numeri cromosomici | Fiori |
| ----------------------------------------- | ------------------------------------------------- | ------------------------------ | --- | ------------------ | ----- |
| Acrisione B. Nord., 1985                  | 2                                                 | Cile                           | La forma delle foglie è ellittico-ovata oppure obovata con bordi denticolati e consistenza erbacea. - Si tratta di un endemismo del Sudamerica meridionale. |                    |       |
| Bedfordia DC., 1833                       | 3                                                 | Australia (sud est) e Tasmania | I tricomi non sono ramificati. - Le foglie hanno delle forme da lineari a lanceolate (o strettamente ovate). - I rami giovani e le foglie sono ghiandolosi. - Si tratta di un endemismo dell'Australia. | 2n = 60            |       |
| Brachyglottis J.R. Forst & G. Forst, 1776 | 31                                                | Nuova Zelanda                  | Il portamento è sia erbaceo che arboreo/arbustivo. - Le foglie hanno delle forme da ellittico-oblunghe a obovate (a volte sono coriacee e tomentose di sotto). - Sono presenti foglie rosulate, intere con venatura pennata. | 2n = 60            |       |
| Caputia B.Nord. & Pelser, 2012            | 5                                                 | Sudafrica                      | Le foglie sono carnose e succulente. - Ha dei caratteri intermedi tra i tussilaginoidi e senecioidi. - L'origine del genere è potenzialmente di ibrida con caratteri intermedi. | 2n = 20            |       |
| Centropappus Hook. f., 1847               | Una specie: C. brunonis Hook. f.                  | Tasmania                       | La forma delle foglie è lineare. - Le venature delle foglie sono singole. - Le superfici della pianta producono essudati lucidi. - Si tratta di un endemismo della Tasmania. |                    |       |
| Dolichoglottis B. Nord., 1978             | 2                                                 | Nuova Zelanda                  | Le foglie sia basali che cauline hanno delle forme lanceolate. - I capolini, peduncolati, sono del tipo radiato. - Gli acheni sono "mixogenici" (hanno proprietà mucillaginose se immersi in acqua). | 2n = 60            |       |
| Haastia Hook. f., 1864                    | 3                                                 | Nuova Zelanda                  | Questo genere è apomorfo (i suoi caratteri sono molto specializzati). - Il portamento è tipico delle "piante-cuscino". - Sia gli steli che le foglie (con forme da ovate a obovate) sono densamente tomentose. - I capolini, sessili, sono del tipo disciforme.                                                                                         | 2n = 60            |       |
| Papuacalia Veldk., 1991                   | 17                                                | Nuova Guinea                   | Il portamento di queste specie è arbustivo o piccolo-arboreo. - Le venature delle foglie è del tipo pennato-reticolato (le venature centrali sono sporgenti). - I capolini sono del tipo disciforme (le ligule esterne sono ridotte) o discoide. - Il colore dei fiori è bianco, crema, rosa o porpora. - Si tratta di un endemismo della Nuova Guinea. | 2n = 72            |       |
| Traversia Hook. f., 1864                  | Una specie: T. baccharioides Hook. f.             | Nuova Zelanda                  | Il portamento di questa specie è arbustivo. - Dei condotti di resina sono presenti nei tessuti degli steli, foglie e radici (producono superfici glutinose). - Le foglie sono sparpagliate e lunghe 5 – 8 cm. - Si tratta di un endemismo della Nuova Zelanda meridionale.                                                                              | 2n = 60            |       |
| Urostemon B. Nord., 1978                  | Una specie: U. kirkii (Hook. f. ex Kirk) B. Nord. | Nuova Zelanda                  | Le foglie, glabre, sono lunghe più di 10 cm. - I fiori del raggio sono lunghi 1 – 2 cm. - Le antere sono visibilmente provviste di coda. | 2n = 60            |       |